# 1887 in Zwitserland
Dit artikel beschrijft het verloop van 1887 in Zwitserland.

## Ambtsbekleders
De Bondsraad was in 1887 samengesteld als volgt:
| Naam | Naam                | Partij    | Kanton    | Functie                                                                   |
| ---- | ------------------- | --------- | --------- | ------------------------------------------------------------------------- |
|      | Numa Droz           | radicalen | Neuchâtel | Bondspresident in 1887; hoofd van het Departement van Politieke Zaken     |
|      | Wilhelm Hertenstein | radicalen | Zürich    | Vicebondspresident in 1887; hoofd van het Departement van Militaire Zaken |
|      | Adolf Deucher       | radicalen | Thurgau   | Hoofd van het Departement van Handel en Landbouw                          |
|      | Bernhard Hammer     | radicalen | Solothurn | Hoofd van het Departement van Financiën en Douane                         |
|      | Louis Ruchonnet     | radicalen | Vaud      | Hoofd van het Departement van Justitie en Politie                         |
|      | Karl Schenk         | radicalen | Bern      | Hoofd van het Departement van Binnenlandse Zaken                          |
|      | Emil Welti          | radicalen | Aargau    | Hoofd van het Departement van Posterijen en Spoorwegen                    |

De Bondsvergadering werd voorgezeten door:
| Naam | Naam              | Partij                    | Kanton    | Functie                                                           |
| ---- | ----------------- | ------------------------- | --------- | ----------------------------------------------------------------- |
|      | Henri Morel       | evangelisch rechts        | Neuchâtel | Voorzitter van de Nationale Raad (tot 6 juni 1887)                |
|      | Josef Zemp        | katholieke conservatieven | Luzern    | Voorzitter van de Nationale Raad (van 6 juni tot 4 december 1887) |
|      | Erwin Kurz        | radicalen                 | Aargau    | Voorzitter van de Nationale Raad (vanaf 6 december 1887)          |
|      | Alphonse Bory     | radicalen                 | Vaud      | Voorzitter van de Kantonsraad (tot 1 april 1887)                  |
|      | Albert Scherb     | radicalen                 | Thurgau   | Voorzitter van de Kantonsraad (van 12 april tot 6 juni 1887)      |
|      | Adam Herzog-Weber | katholieke conservatieven | Luzern    | Voorzitter van de Kantonsraad (van 6 juni tot 4 december 1887)    |
|      | Alexandre Gavard  | radicalen                 | Genève    | Voorzitter van de Kantonsraad (vanaf 5 december 1887)             |

## Gebeurtenissen

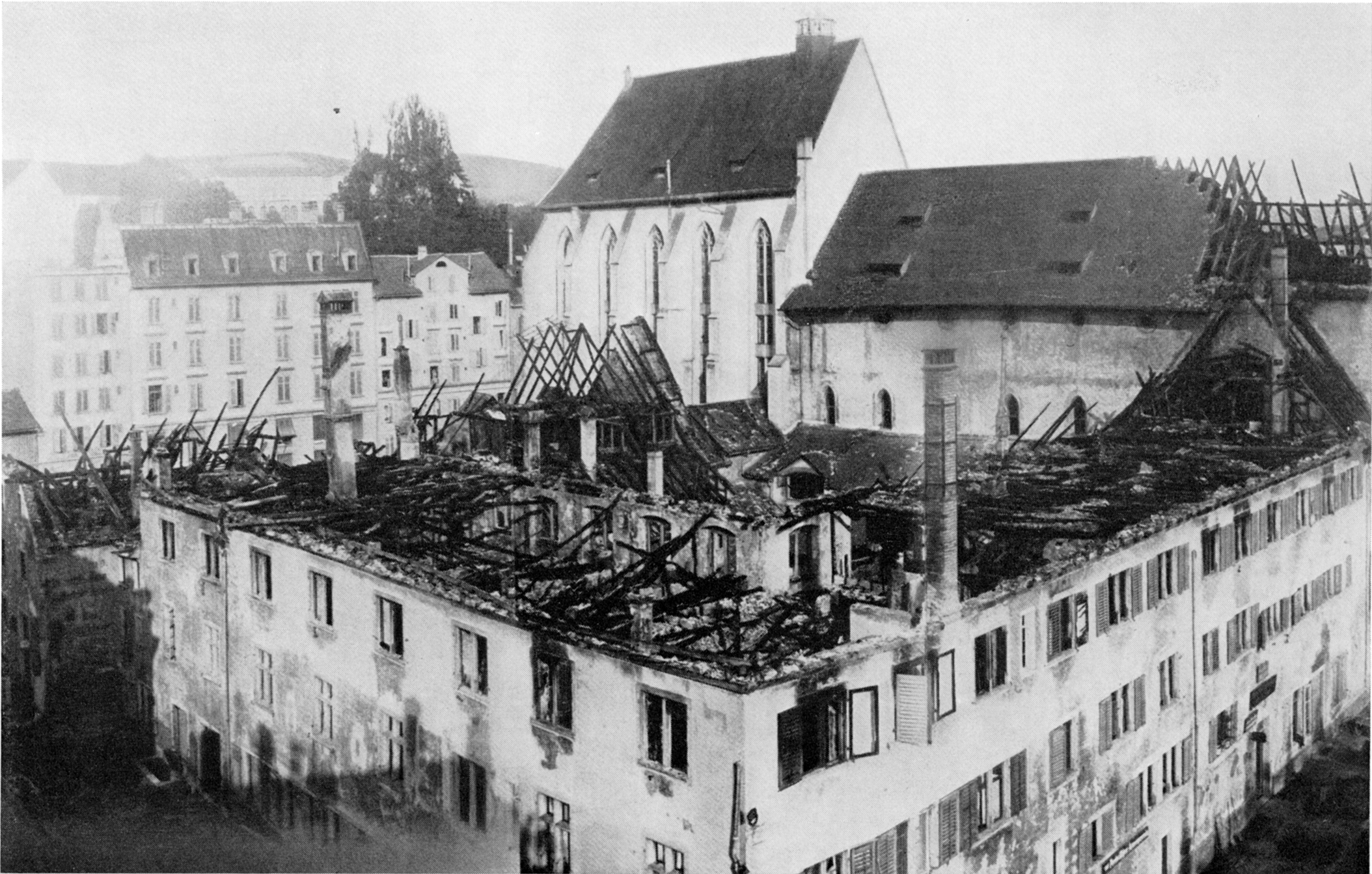
Het Predigerklooster in Zürich (kanton Zürich) na de brand op 25 juni 1887.

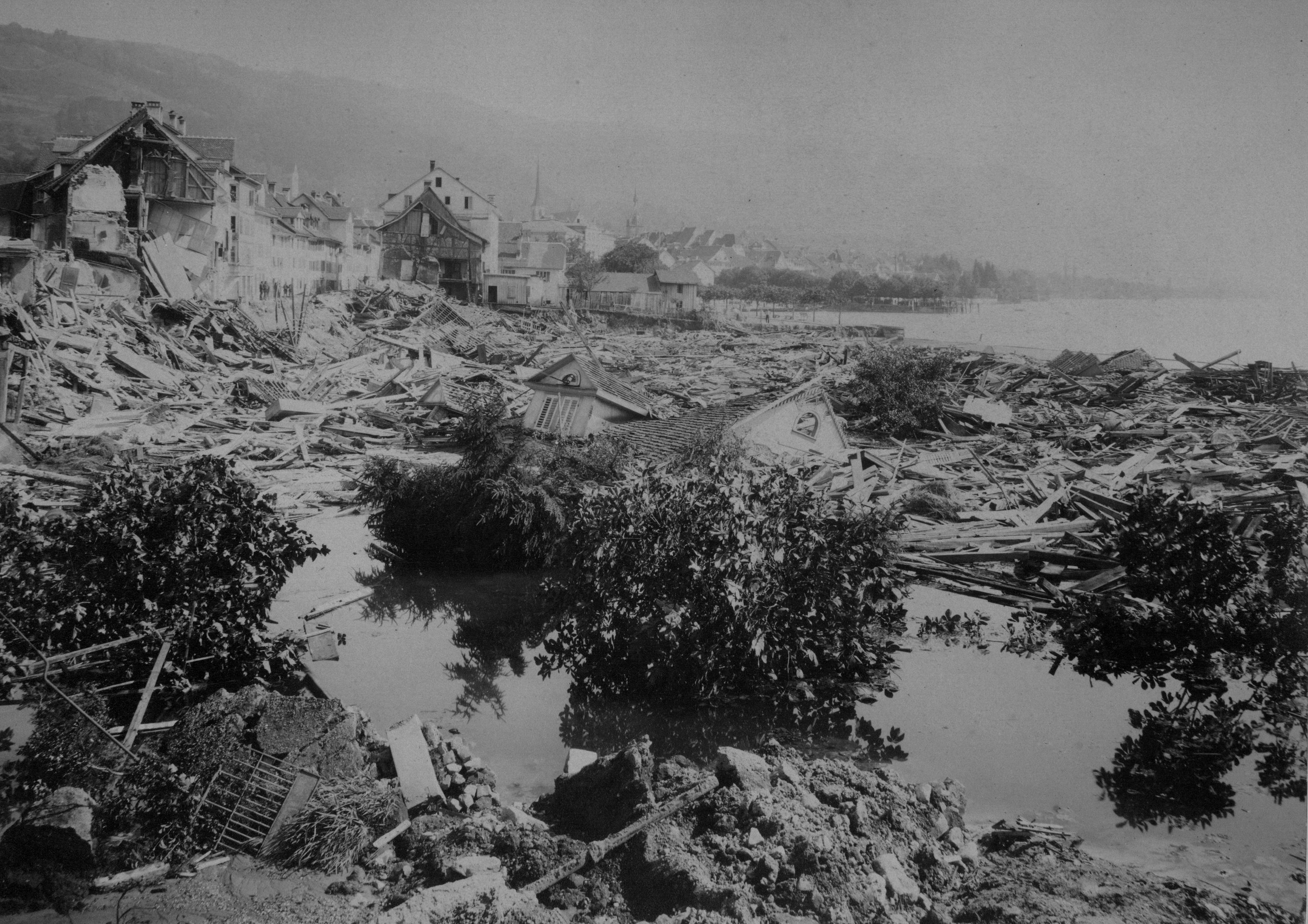
De schade van de grondverzakking in Zug (kanton Zug), 5 juli 1887.

### Januari
- 1 januari: Numa Droz wordt bondspresident van Zwitserland.
- 1 januari: Inwerkingtreding van de federale wet op de handel in oud goud en zilver.
- 1 januari: Inwerkingtreding van de federale wet op de maatregelen tegen epidemieën die een algemeen gevaar opleveren

### Maart
- 15 maart: Inwerkingtreding van de federale wet op de landstorm van de Zwitserse Confederatie.

### April
- 30 april: In Sils im Domleschg (kanton Graubünden) vernield een brand 125 woningen.

### Mei
- 15 mei: Bij het eerste referendum van het jaar wordt de federale wet op de gedistilleerde dranken goedgekeurd met 267. 122 stemmen voor (65,9%) tegen 138.496 stemmen tegen (34,1%).
- 27 mei: Inwerkingtreding van de federale wet op de gedistilleerde dranken.

### Juni
- 25 juni: Het Predigerklooster in Zürich (kanton Zürich) wordt door een brand verwoest.

### Juli
- 5 juli: In Zug (kanton Zug) storten bij een grondverzakking een veertigtal woningen in het Meer van Zug. Er vallen 11 doden en 19 gewonden.
- 10 juli: Bij het tweede referendum van het jaar wordt de wijziging van artikel 64 van de Zwitserse Grondwet goedgekeurd met 203.506 stemmen voor (77,9%) tegen 57.862 stemmen tegen (22,1%). Door deze wijziging wordt de Confederatie bevoegd om wetgeving aan te nemen ter bescherming van tekeningen, modellen en uitvindingen.[8]
- 22 juli: Indienstname van een scheepvaartverbinding over het Meer van Biel tussen La Neuveville en Erlach (kanton Bern).
- 24 juli: In Genève (kanton Genève) gaat het federaal schiettoernooi van start.

### September
- 1 september: De spoorlijn Frauenfeld - Wil wordt in gebruik genomen.
- 11-20 september: In Neuchâtel (kanton Neuchâtel) vindt de vijfde Zwitserse landbouwtentoonstelling plaats.

### Oktober
- 23 oktober: Na een schandaal in de bankenwereld neemt het kanton Solothurn een nieuwe kantonnale grondwet aan.
- 30 oktober: Bij de federale parlementsverkiezingen behalen de radicalen weerom een meerderheid in de Nationale Raad.

## Geboren
- Rodolphe Cuendet, ijshockeyer en olympiër (overl. 1854)
- 18 februari: Traute Carlsen, Duitse joodse actrice die vanaf 1935 in Zwitserland actief was (overl. 1968)
- 13 juli: Cécile Lauber, schrijfster (overl. 1981)
- 23 november: Alina Borioli, Zwitserse schrijfster en dichteres (overl. 1965)
- 24 november: Emmi Bloch, Duits-Zwitserse feministe en redactrice (overl. 1978)
- 3 december: Hans Frölicher, diplomaat en advocaat (overl. 1961)
- 28 december: Marguerite Frick-Cramer, historica en lid van het Internationaal Comité van het Rode Kruis (overl. 1963)

## Overleden
- 21 januari: Johann Friedrich Miescher, anatomist, fysioloog en hoogleraar (geb. 1811)
- 2 maart: François Forel, advocaat, rechter, historicus en politicus (geb. 1813)
- 30 april: Édouard Dapples, politicus (geb. 1807)
- 28 mei: Alexandre Lombard, bankier, schrijver en filantroop (geb. 1810)
- 24 juli: August Feierabend, schrijver (geb. 1812)
- 10 augustus: Arnold Morel-Fatio, museumconservator, historicus en numismaticus (geb. 1813)
- 8 september: Louis-Victor Baume, horlogemaker (geb. 1817)
- 22 september: Carl Passavant, arts en ontdekkingsreiziger (geb. 1854)
- 29 september: August von Gonzenbach, politicus en historicus (geb. 1808)
- 25 november: Johann Jakob Bachofen, rechtshistoricus, antropoloog en antiquair (geb. 1815)

1848
· 1849
· 1850
· 1851
· 1852
· 1853
· 1854
· 1855
· 1856
· 1857
· 1858
· 1859
· 1860
· 1861
· 1862
· 1863
· 1864
· 1865
· 1866
· 1867
· 1868
· 1869
· 1870
· 1871
· 1872
· 1873
· 1874
· 1875
· 1876
· 1877
· 1878
· 1879
· 1880
· 1881
· 1882
· 1883
· 1884
· 1885
· 1886
· 1887
· 1888
· 1889
· 1890
· 1891
· 1892
· 1893
· 1894
· 1895
· 1896
· 1897
· 1898
· 1899
· 1900
· 1901
· 1902
· 1903
· 1904
· 1905
· 1906
· 1907
· 1908
· 1909
· 1910
· 1911
· 1912
· 1913
· 1914
· 1915
· 1916
· 1917
· 1918
· 1919
· 1920
· 1921
· 1922
· 1923
· 1924
· 1925
· 1926
· 1927
· 1928
· 1929
· 1930
· 1931
· 1932
· 1933
· 1934
· 1935
· 1936
· 1937
· 1938
· 1939
· 1940
· 1941
· 1942
· 1943
· 1944
· 1945
· 1946
· 1947
· 1948
· 1949
· 1950
· 1951
· 1952
· 1953
· 1954
· 1955
· 1956
· 1957
· 1958
· 1959
· 1960
· 1961
· 1962
· 1963
· 1964
· 1965
· 1966
· 1967
· 1968
· 1969
· 1970
· 1971
· 1972
· 1973
· 1974
· 1975
· 1976
· 1977
· 1978
· 1979
· 1980
· 1981
· 1982
· 1983
· 1984
· 1985
· 1986
· 1987
· 1988
· 1989
· 1990
· 1991
· 1992
· 1993
· 1994
· 1995
· 1996
· 1997
· 1998
· 1999
· 2000
· 2001
· 2002
· 2003
· 2004
· 2005
· 2006
· 2007
· 2008
· 2009
· 2010
· 2011
· 2012
· 2013
· 2014
· 2015
· 2016
· 2017
· 2018
· 2019
· 2020
· 2021
· 2022
· 2023